# Dobre, West Pomeranian Voivodeship
Dobre [ˈdɔbrɛ] (tiếng Đức: Todenhagen)  là một ngôi làng thuộc khu hành chính của Gmina Będzino, thuộc quận Koszalin, West Pomeranian Voivodeship, ở phía tây bắc Ba Lan. Nó nằm khoảng 5 kilômét (3 mi)  phía đông Będzino, 9 km (6 mi) phía tây Koszalin, và 131 km (81 mi) về phía đông bắc của thủ đô khu vực Szczecin.
Trước năm 1945, khu vực này là một phần của Đức. Đối với lịch sử của khu vực, xem Lịch sử của Pomerania.